# Carlos Vaz Ferreira
Carlos Vaz Ferreira (Montevideo, 15 de octubre de 1872 - 3 de enero de 1958) fue un filósofo, abogado, profesor, decano, escritor, rector uruguayo y cuentista.

## Biografía
Desde 1897 fue catedrático de Filosofía en Educación Secundaria, que entonces dependía de la Universidad de la República. En 1903 se recibió como abogado. En 1913 se lo designó maestro de conferencias de la Universidad de la República. Fue rector de la Universidad de la República en los períodos 1928-1931 y 1935-1941.
Uruguay se encontraba en plena época de cambio. En el país se estaba dando un movimiento liberalista organizado a principios de siglo, en el que Vaz Ferreira no participó de forma activa. Influenciado por el positivismo e impulsado por su espíritu crítico y creencias agnósticas define la función de la educación como moralizadora y humanizante, relacionado directamente con los planteamientos de las corrientes liberales.
Se consolidaba la democracia política, la reforma social con el ascenso de la clase media y la prosperidad económica junto al impulso del desarrollo agrícola e industrial. José Batlle y Ordóñez domina políticamente este período, constituyendo el primer “batllismo”.
Nace un estado interventor y popular. Se establece un nuevo vínculo entre el Estado y la sociedad el cual sirve como proveedor y garante del bienestar de la sociedad. En cuanto a la enseñanza a principios del siglo contaba con una secundaria más amplia y moderna, y una primaria en expansión.
En 1931 hubo de dejar por causas de salud el cargo, siendo nuevamente elegido en 1935 por unanimidad. En este último período se destacó su defensa de la autonomía de la universidad estatal del gobierno, entonces presidido por Gabriel Terra. Fue el gestor de la creación de la Facultad de Humanidades y Ciencias de la que fue su decano en tres ocasiones, entre su fundación en 1945 y su fallecimiento en 1958. La formación de esta facultad fue uno de los grandes empeños de su vida.
De sus más de 85 años de vida le dedicó 62 años a tener una participación activa en la educación, en cargos de enseñanza y en cargos de dirección. Introdujo en la enseñanza, una postura independiente y abierta, condenatoria de todos los dogmatismos de escuela.
De acuerdo a su pensamiento pedagógico, quiso que en esa casa de estudios las humanidades y las ciencias se enseñaran e investigaran con un nivel superior sin que se otorgaran títulos profesionales.[cita requerida]
Intervino sobre los programas de los cursos de pedagogía para maestros influyendo directamente en sus formaciones. Escribió ensayos que fueron y siguen siendo utilizados en la formación de generaciones de docentes.
Entre 1905 y 1910 publicó lo más célebre de su obra.
Fue hermano de la poeta María Eugenia Vaz Ferreira. Contrajo matrimonio civil con Elvira Raimondi el 13 de agosto de 1900. Tuvo ocho hijos: Carlos, Alberto, Elvira, Sara, Matilde, Mario, Eduardo y Raúl.

## Pensamiento

### Influencias
Vaz Ferreira se forma en el pensamiento positivista dominante en el Uruguay de fines del 1800, especialmente, de cuño spenceriano. Él recibe además una intensa influencia de John Stuart Mill.
Sin embargo, integra y supera estas influencias, al mismo tiempo que recibe posteriormente las influencias de William James, y especialmente de Henri Bergson.
En el plano local hay contacto con el pensamiento de José Enrique Rodó, aunque también pueden señalarse como pensamientos divergentes.

### Realidad, ciencia y filosofía
Vaz Ferreira parte del reconocimiento de una realidad que nos supera, con la que se establece contacto de diverso modo. La lógica sirve para organizarla y hacerla manejable, el lenguaje para poder compartirla. Con estos elementos construimos teorías, sistemas, argumentamos, escribimos, etc. Tal cosa tiene la justificación práctica de nuestra necesidad de manejar la realidad para actuar sobre ella, incluso si al hacerlo la desfiguramos en alguna medida.
El contraste entre tal realidad compleja y vasta, y las herramientas intelectuales que la simplifican y reducen a términos manejables, lleva a Vaz Ferreira a hablar de la inadecuación entre lenguaje y pensamiento a efectos de expresar la realidad. Desde ahí continúa a su concepción de que los sistemas son insuficientes para pensar el mundo que nos rodea.
La sistematización, según Vaz Ferreira, es una tendencia natural del espíritu del hombre y en muchos casos da frutos. Pero a pesar de ello, la sistematización nos acerca a actitudes dogmáticas, que niegan la realidad ante nosotros.
Vaz Ferreira apoya tales afirmaciones en ejemplos de casos concretos. Eso le lleva a afirmar el carácter convencional de clasificaciones que en muchos casos no pueden sino intentar resolver vanamente situaciones vagas. Pero a pesar de ello, las clasificaciones son útiles. Corresponderá pues su uso prudente, el que solo será posible.
Todo el lenguaje sería un vasto sistema de clasificación en el que decir algo de algo no es sino establecer su lugar en un esquema simplificado, y por tanto ajeno a la complejidad de lo real. Por ello se impone distinguir entre la realidad y su expresión, evitando la trascendentalización esto es, trasladar a un plano ontológico lo que corresponde a un plano lingüístico.
A partir de ello la diferencia entre lo que las ciencias nos dan y lo que el mundo es se ve signada por la atribución a las primeras de un carácter instrumental, opuesto al positivismo de la época de formación de Carlos Vaz Ferreira.
Frente a la ciencia, instrumental y limitada, la filosofía ocupa el sitio de un saber inclusivo que reconoce esta insuficiencia del pensamiento por sistemas; la filosofía es la que establece la limitación, pero también el valor de las ciencias, y la que logra integrar el conocimiento humano.
La mayor comprensión de la filosofía con respecto a la ciencia tampoco se corresponde a un esquema sino a un proceso gradual, en el que las mismas cosas son pensadas de una forma inclusiva. La imagen del mar, como metáfora del conocimiento, establece que su profundización supone un avance de la abstracción, que al mismo tiempo hace más borroso el conocimiento resultante.
Esta profundización conduce a una pérdida de la precisión, por lo que la ciencia, incluso como saber que parcializa, se establece como una necesidad imperiosa, tanto como la filosofía. Así filosofía y ciencia están hermanadas, y no constituyen términos discontinuos, sino partes diferenciables de una misma cosa.
Este gradualismo le lleva a entender un positivismo bueno y otro malo, y lo mismo con el escepticismo y el pragmatismo. El positivismo malo supone una limitación cientificista del conocimiento humano, mientras que el positivismo bueno supone amor por la ciencia, que aporta numerosos beneficios, incluso a la propia filosofía.
El mal escepticismo supone la negación del conocimiento, mientras que el buen escepticismo supone una desconfianza hacia el lenguaje y la sistematización. El pragmatismo malo a su vez supone forzar la creencia por la voluntad, mientras que el pragmatismo bueno lo que hace es graduar la creencia en el reconocimiento de su ignorancia.

### Lógica viva o psico-lógica
Uno de los conceptos fundamentales de Vaz Ferreira es la lógica viva o psico-lógica. El concepto comienza a desarrollarse a partir de Los problemas de la libertad. La idea central de la misma es desenmascarar la forma en la que las esquematizaciones y el lenguaje no solo alejan al conocimiento de la realidad, sino que lo enfrentan muchas veces a problemas inexistentes.
Aquí se ve claramente como se unen las influencias de Stuart Mill por un lado (lógica) cómo el psicologicismo de Henri Bergson y de William James. Ello dentro del clima intelectual espiritualista predominante en el idealismo de 900 uruguayo.
Así, tal exposición de errores, falacias y paralogismos habría de producir la promoción a un nuevo modo de pensar, más comprensivo que el habitual, basado en lo concreto y vivo del pensamiento por debajo de los esquemas en que es formulado.
De ahí que la Lógica Viva se vincula a una Ética del Entendimiento, con apertura hacia la Metafísica, la Filosofía de la Religión y la Moral.
El mismo autor comentaba así el objetivo de su libro de recopilación de lecciones que se publicó con el título de Lógica viva:

Lo que he procurado hacer en estas lecciones, es dar al estudio de los errores humanos un carácter que no le dan los tratados de lógica. Del mismo modo que hay dos maneras de estudiar, por ejemplo Zoología: uno estudiar los animales vivos: otro, estudiarlos embalsamados, o clavados con un alfiler, así también hay dos modos de estudiar lógica. Los tratados de lógica estudian, podríamos decir, los errores, muertos o embalsamados; en realidad, ni siquiera los errores muertos: estudian la Lógica, como se estudiaría la Zoología sobre esos animales de cartón o cera que se construyen para ciertos museos pedagógicos; estudian esquemas de errores; estudian, si ustedes quieren, los errores tales como deberían ser; estudian las equivocaciones de los hombres, tales como deberían ser si los hombres se equivocaran con arreglo a las normas de la lógica; que hasta a eso se ha llegado. Lo que tendría que hacer la lógica sería estudiar los errores vivos, errores reales.
Carlos Vaz Ferreira

### Moral
La moral vazferreireana participa de las mismas características: intento de deslindar lo real de los moldes de esquemas y lenguaje, rechazo a los sistemas y a las soluciones dogmáticas. Por el contrario, preconiza un pensamiento orientado a la resolución de los problemas de cada hombre y lugar. (Nacional Nacional)
La moral ha de estar atenta antes que nada a la experiencia, siendo el rol de la metafísica el de suministrar no con «teorías y definiciones, sino con sugestiones y la inmensa visión de las posibilidades» (en Moral para intelectuales).
Los ideales, por su parte, interfieren en la práctica, imponiendo opciones que muchas veces suponen sacrificios. Se plantean entre sí conflictos, y se genera una lucha que da lugar a una moral conflictual establecida en la historia de la humanidad.

### Religión
Carlos Vaz Ferreira participa del agnosticismo librepensador típico de la sociedad culta uruguaya del 900. Pero si bien participó de la crítica a las instituciones religiosas católicas y protestantes, no criticó el sentimiento religioso en sí. Consideraba al mismo «como una actitud abierta y expectante del espíritu frente a lo desconocido trascendente» (según Arturo Ardao, Introducción a Vaz Ferreira).
Entendía a la religiosidad como un espacio de interrogantes y dudas metafísicas, que en acto de sinceridad y amplitud quedarían como tales.

## Obras destacadas

### Libros
- 1897: Curso expositivo de psicología elemental.
- 1898: Un libro acerca de la lógica formal.
- 1905: Ideas y observaciones, que reúne trabajos de menor dimensión previamente publicados y otros nuevos. La gran extensión de la obra motivó al autor a publicarla posteriormente en dos volúmenes separados.
- 1907: Los problemas de la libertad.
- 1908: Conocimiento y acción.
- 1908: Moral para los intelectuales.
- 1909: El pragmatismo.
- 1910: Lógica viva.
- 1918: Lecciones de pedagogía y cuestiones de enseñanza.
- 1918: Sobre la propiedad de la tierra.
- 1922: Sobre los problemas sociales.
- 1933: Sobre feminismo.
- 1938: Fermentario.
- 1940: La actual crisis del mundo.

### Ensayos
- 1896: Ideas sobre la estética evolucionista.
- 1897: Psicología.
- 1920: Sobre la percepción métrica.
- 1921: Estudios pedagógicos.
- 1963: Trascendentalizaciones matemáticas ilegítimas y falacias correlacionadas.
- 1963: Sobre enseñanza de la filosofía.
- 1963: Enseñanza de las ciencias experimentales.
- 1965: Tres filósofos de la vida.

| Predecesor: Elías Regules  | Rector de la UdelaR 1928 - 1930                                                    | Sucesor: José Espalter               |
| Predecesor: Andrés Pacheco | Rector de la UdelaR 1935 - 1941                                                    | Sucesor: José Pedro Varela           |
| Predecesor:                | Decano de la Facultad de Humanidades y Ciencias (UdelaR) 1945 - 1949               | Sucesor: Justino Jiménez de Aréchaga |
| Predecesor: Emilio Oribe   | Decano de la Facultad de Humanidades y Ciencias (UdelaR) 1952 - 1955 y 1955 - 1958 | Sucesor: Emilio Oribe                |